# Laurien Leurink
Laurien Leurink (13 de novembro de 1994) é uma jogadora de hóquei sobre a grama neerlandesa que já atuou pela seleção de seu país. Conquistou a medalha de prata nos Jogos Olímpicos Rio 2016.